# Sappy (пісня Nirvana)
«Sappy» (англ. Соковитий) — пісня американського рок-гурту Nirvana, написана вокалістом і гітаристом Куртом Кобейном . Вперше вона була випущена як прихований трек на збірному альбомі, що мав на меті збір коштів для боротьби зі СНІДом, No Alternative у жовтні 1993 року
Пісня була випущена під назвою «Verse Chorus Verse», але оскільки ця назва є спільною для іншої, закинутої пісні Nirvana, то тепер її прийнято називати під попередньою назвою «Sappy». Та сама версія, яка з’явилася на No Alternative, була перевидана як «Sappy» на раритетному бокс-сеті Nirvana, With the Lights Out, у листопаді 2004 року, з приміткою, що вона «перейменована на «Verse Chorus Verse» для випуску» у трек-листі. Реміксована версія того самого запису з’явилася просто як «Sappy» на 20-му ювілейному перевиданні In Utero, альбому, для якого вона була записана, у вересні 2013 року. Попередні версії пісні також були випущені під назвою "Sappy".
«Sappy» посів 9-е місце в чарті Alternative National Airplay у США, опублікованому дочірнім виданням Billboard, Radio &amp; Records . 

## Поява та запис

### Рання історія
Перша відома версія пісні — це сольне домашнє демо, яке Кобейн записав наприкінці 1980-х років. 
Пісня була записана чотири рази в студії з двома різними барабанщиками.  Перша студійна версія, за участю Чада Ченнінга на барабанах, була записана Джеком Ендіно на Reciprocal Recording у Сіетлі, штат Вашингтон, 2 і 3 січня 1990 року. За словами Ендіно, група витратила 10 годин на роботу над піснею, і більшу частину цього часу витратила на те, щоб досягти звучання барабанів, схожого на звучання  Стіва Альбіні.  Друга версія була записана Бутчем Вігом у Smart Studios у Медісоні, штат Вісконсін, під час запису з 2 по 6 квітня 1990 року для запланованого другого альбому для Sub Pop, їхнього лейбла на той час, який так і не відбувся.  Третя версія, за участю нового барабанщика гурту Дейва Грола, також була записана Вігом під час сесій для їхнього другого альбому та першого на DGC Records, Nevermind, у Sound City Studios у Ван-Найс, Каліфорнія, у травні 1991 року.

### In Utero

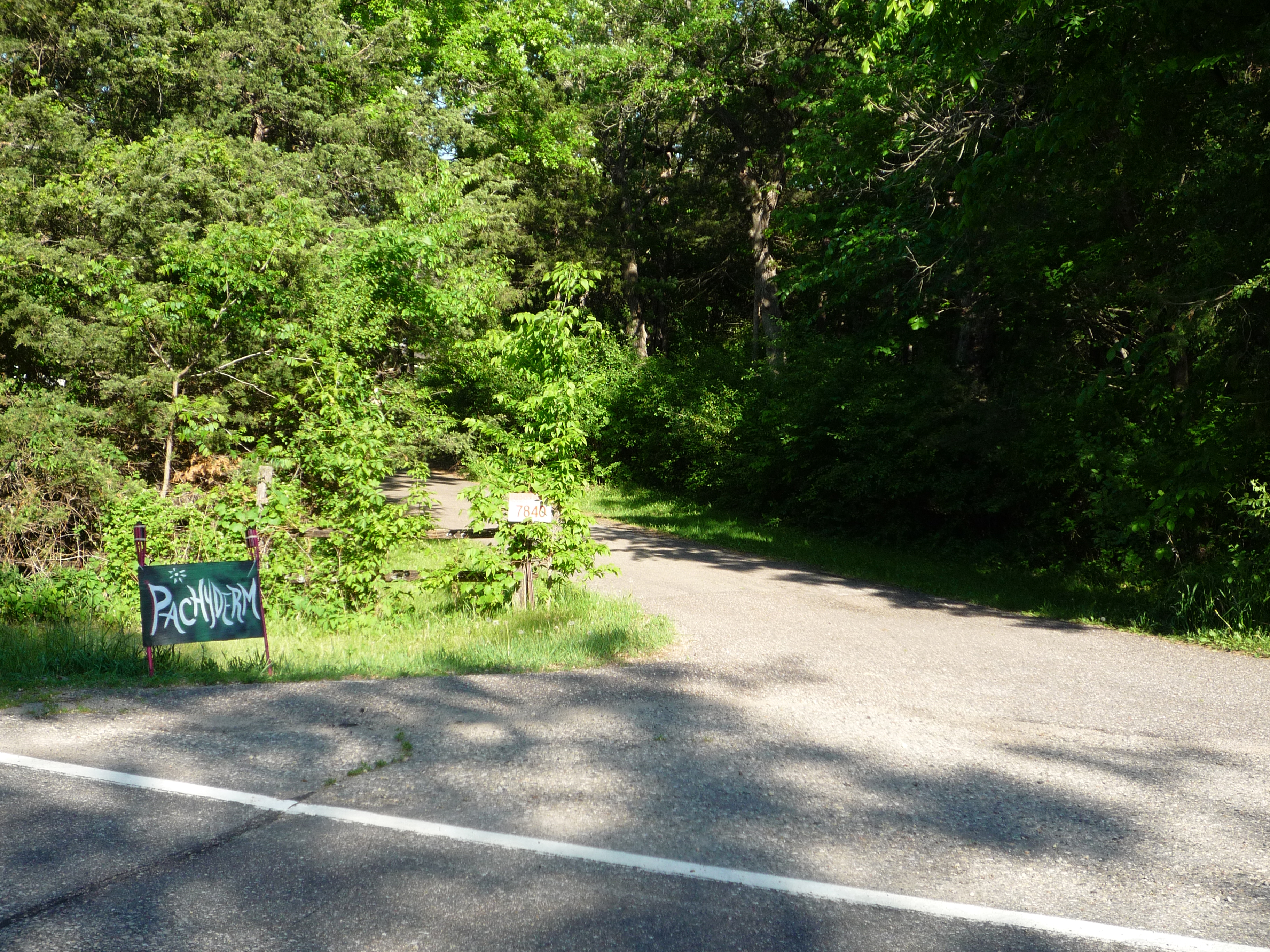
Остаточна студійна версія «Sappy» була записана Стівом Альбіні на Pachyderm Studios у Кеннон-Фоллз, Міннесота, під час запису In Utero у лютому 1993 року.

Пісня залишалася неопублікованою, доки четверта версія не була записана Стівом Альбіні на Pachyderm Studios у Кеннон-Фоллз, штат Міннесота, у лютому 1993 року, під час запису третього й останнього альбому гурту - In Utero . Новоселіч пояснив, що пісня була записана знову, тому що «нам подобалося грати цю пісню», висловивши задоволення його початковою басовою лінією для пісні, і сказавши, що пісня залишалася незмінною кожного разу, коли гурт намагався її виконати в студії.  Однак, як зазначав Джилліан Дж. Ґаар, версія, записана Альбіні, виконується в іншій тональності та у швидшому темпі, ніж попередні студійні версії, містить інше гітарне соло та не має інструментального вступу деяких попередніх версій. 
Пісня не містилася в альбомі, а з'явилася натомість як останній, не включений до списку пісень трек на збірному альбомі No Alternative у жовтні 1993 року. На той час вона, мабуть, була перейменована на «Verse Chorus Verse», але оскільки цю назву має попередня, покинута пісня Nirvana , її зазвичай називають «Sappy», щоб уникнути плутанини.
Незважаючи на те, що пісня була випущена як прихований трек, пісня допомогла викликати інтерес до No Alternative . 
Ранній трек-лист того, що стане пізніше стало In Utero, був опублікований у збірці кобейнових записів і картин Journals у 2002 році і там вказана пісня «Verse Chorus Verse» як пропонована 12-та пісня альбому, яка безпосередньо передує завершальному треку « All Apologies».  Verse Chorus Verse також коротко розглядався як назва для альбому.  Альбіні висловив здивування, що пісня «Sappy» не з’явилася на In Utero, бо пам'ятав її як «досить гарну пісню», але припустив, що «мабуть, гурт припинив захоплюватися цією піснею». 

### Після In Utero
«Sappy» стала піснею, яку часто просили виконувати на концертах під час європейського туру гурту в 1994 році, що призвело до того, що Nirvana почала її виконувати наживо вперше за майже чотири роки. Пісня була вперше виконана наживо у Fabrik у Гамбурзі, Німеччина, 13 листопада 1989 року. «Sappy» було виконано тричі під час європейського туру 1994 року: 6 лютого 1994 року в Pavilhão do Grupo Dramático e Sportivo de Cascais у Кашкайші, Португалія, 16 лютого 1994 року в Salle Omnisports у Ренні, Франція, і воатсннє живе виконання «Sappy» відбулося 25 лютого 1994 року в Палатруссарді в Мілані, Італія, менше ніж за шість тижнів до смерті Кобейна. 

## Композиція

### Музика
«Sappy» — це пісня альтернативного року, що триває три хвилини двадцять чотири секунди. Згідно з нотами, опублікованими на Sheet Music Plus компанією BMG Rights Management, вони написані в тактовому розмірі 4/4 з помірно швидким темпом 132 удари на хвилину .  У прогресії акордів пісня дотримується основної послідовності Dm–B ♭ –G–A–B ♭ –C .  Музичне оформлення є чітким і пронизливим, включає ритмічні гуки на додаток до коливання гітарного соло .  

### Текст
У своїй біографії Come as You Are: The Story of Nirvana 1993 року Майкл Азеррад описав текст «Sappy» як «дуже привабливу пісню про романтичну пастку».  Грейсон Хавер Керрін з Rolling Stone описав це як «нарікання на очікування інших». 

## Відгуки
Попри те, що студійних спроб записати «Sappy» було більше ніж у будь-якої іншої пісні Nirvana, її так і не вдалось записати так, щоб це влаштовувало Кобейна. "Це просто не мелодія, що не запам'ятовується", - сказав Ендіно Ґарру в їхній розмові в журналі Goldmine 1997 року  хоча пізніше на своєму сайті Ендіно описав запис «Sappy» для No Alternative як "остаточну та найкращу версію "Sappy"".  Новоселіч погодився, що «щось просто спонукало Курта втікати від цієї релізу цієї пісні. Можливо, він думав поставити цю пісню вище за решту. Він мав на якісь недосяжні очікування щодо Sappy, я не знаю»  .
Згідно з офіційним веб-сайтом Red Hot Organisation, що випустила No Alternative як частину своєї серії для допомоги в боротьбі зі СНІДом, пісню не було включено до списку «з юридичних причин». Незважаючи на відсутність у трек-листі, пісня суттєво сприяла популярності No Alternative, і, згідно з сайту Red Hot Organisation, багато хто називав цю збірку так: «це та, де є прихований трек Nirvana», . 

### Спадщина
Стівен Томас Ерлвайн з AllMusic описав «Sappy» як одну з кількох «надзвичайних» пісень, які роблять No Alternative «вартою своїх грошей».  У своїй рецензії In Utero від Allmusic Ерлвайн розкритикував рішення не включити «такі чудові пісні, як «Verse Chorus Verse» (тобто тодішню назву «Sappy») і «I Hate Myself and Want to Die», "... коли вони підходили б In Utero, і навіть підкреслювали б теми альбому".  Пишучи для The Guardian, британський журналіст Алексіс Петрідіс висловив думку, що ««Sappy» була ауттейком, що заслуговав на кращу відомість», і похвалив «меланхолійну силу» пісні.  Називаючи пісню «однією з небагатьох "white whales" поміж пісень Nirvana», автор Rolling Stone Грейсон Хавер Керрін описав її як «чітку та пронизливу, з гітарним соло, яке занурюється та піднімається, і вокалом, який наводить на думку, що гнів/роздратування поволі перетворюється на звільнення/полегшення».  У рецензії на альбом-компіляцію Nirvana у 2002 році Вілл Брайант із Pitchfork сказав, що пісню «Sappy» слід було включити до альбому, але цього не сталося, і що ця пісня стала величезним радіохітом у Південній Каліфорнії .  У своїй рецензії на With the Lights Out Дуглас Волк для The Village Voice зауважив, що «майже всі оригінальні пісні на останніх двох дисках ритмічно збігаються: ударний ритм для серфу «Sappy» та фінти від Bic з "Oh, the Guilt" - це фішки класу Led Zeppelin . 
У 2013 році "Sappy" посіла дев'яте місце в опитуванні читачів Rolling Stone "10 найкращих пісень Nirvana". У 2015 році Rolling Stone поставив її під номером 32 у своєму рейтингу "102 пісень Nirvana".  У 2019 році The Guardian поставив її під номером 16 у своєму списку "20 найкращих пісень Nirvana". 

## Домашнє демо-відео
У листопаді 2015 року сольне домашнє демо «Sappy» з'явилося на другій стороні синглу з кавер-версією пісні Кобейна «And I Love Her» англійського рок-гурту «Бітлз» . Сингл було випущено під назвою "Kurt Cobain", а не Nirvana, для реклами документального фільму американського режисера Бретта Моргена «Курт Кобейн: Клятий монтаж» 2015 року. Обидва записи також з'явилися в саундтреку до фільму, випущеному на компакт-диску та вінілі в листопаді 2015 року.
У своїй рецензії на реліз синглу Claire з журналу Slate писала: «Версії цієї пісні з'являлися на YouTube роками, і навіть ця починається трохи нечітко, але до того моменту, як пролунав знайомий сумний вокал Курта, а далі ви готові пробачити запису будь-який огріхи — аби лише знову почути його голос».  Поділяючи подібні почуття, Пітер Хельман із сайту про музику Stereogum заявив: «Це більш чистий, трохи відшліфований мікс, і він звучить одночасно чудово та серцерозривно». 

## Чарти
| Чарт (1994)                             | Найвища сходинка |
| --------------------------------------- | ---------------- |
| US Alternative Top 50 (Radio & Records) | 9                |

## Позиції в рейтингах від медіа
| рік      | Публікація    | Країна          | Нагорода                                        | ранг |
| -------- | ------------- | --------------- | ----------------------------------------------- | ---- |
| 2013 рік | Rolling Stone | Сполучені Штати | Опитування читачів: 10 найкращих пісень Nirvana | 9    |
| 2019 рік | The Guardian  | Велика Британія | 20 найкращих пісень Nirvana – рейтинг!          | 16   |

## Інші релізи
- Перша студійна версія пісні, записана в Reciprocal в Сіетлі в січні 1990 року, з'явилася як один із трьох раніше невиданих треків на збірці Sliver: The Best of the Box, випущеній у листопаді 2005 року. Аманда Петрушіч з Pitchfork назвала його «найвартіснішим із трьох бонус-треків», описавши його як «трохи нудніший, ніж версія з No Alternative», але «все одно чудовий трек». [29]

- Концертна версія, записана в Pine Street Theatre в Портленді, штат Орегон, 9 лютого 1990 року, з'явилася на 20-й ювілейній "Deluxe" версії Bleach у листопаді 2009 року.

- Кадри іншої концертної версії з концерту гурту в Богарт у Лонг-Біч, Каліфорнія 16 лютого 1990 року, з'явилися на DVD With the Lights Out .

- Друга студійна версія, записана в Smart Studios в Медісоні в квітні 1990 року, була офіційно випущена у вересні 2011 року, коли повна сесія з'явилася на другому диску 20-ї ювілейної "Deluxe" і "Super Deluxe" версій Nevermind .

- Реміксована версія No Alternative, зроблена Альбіні в 2013 році, з’явилася на 20-й ювілейній «Deluxe» і «Super Deluxe» версіях In Utero, випущених у вересні 2013 року.

### Невидані версії
- Третя студійна версія, записана під час сесій Nevermind у Sound City у Ван-Найс у травні 1991 року, просочилася на YouTube у серпні 2015 року, але досі не опублікована. Повідомляється, що Кобейн відмовився від цієї версії після запису гітарної і вокальної партій, увійшовши в звукорежисерську кімнату і сказавши: «Я не хочу цього робити. Я зараз не занурений у цію пісню. Тож залишмо це» [30]